# Pourouma cucura
Pourouma cucura är en nässelväxtart som beskrevs av Paul Carpenter Standley och Cuatrec.. Pourouma cucura ingår i släktet Pourouma och familjen nässelväxter. Inga underarter finns listade i Catalogue of Life.